# Дядьково (Московская область)
Дядьково — деревня в Дмитровском районе Московской области. С 1918 по 1994 год — центр Дядьковского сельсовета, по 2006 год — Дядьковского сельского округа. Население — 33 чел. (2010). 

## Расположение
В радиусе 5 километров от деревни находятся разновеликие по числу проживающих поселения. В 5-километровой зоне от деревни располагаются населённые пункты: посёлок Орево, посёлок Татищево, деревни Быково, Никольское, Надеждино (ближе всех), Княжево, Орево.
Неподалёку от деревни находятся садово-дачные хозяйства «Поречье», «Надежда-М», «Союз», «Южнофлотовец», «Зарница», «Надежда», «Квазаровка», «Бауманец», «Радуга-7», «Созвездие», «Никольское», «Трансмаш-3», «Экспресс», «Молодость», «Агат», «Бобры».
Дядьково размещается в 2 км от Дмитровского шоссе. Чуть дальше от деревни расположены магистрали: A-108, Р-112, Р-113. Железнодорожное сообщение с деревней обеспечивает Савёловская ж/д линия. До ближайшей железнодорожной станции Орудьево приблизительно пять километров.

## История
По переписным книгам 1627—1629 годов поселение носило имя Детково. Поместное сельцо принадлежало дьяку Луговскому Томиле и дмитровцу Коржавину Григорию Львовичу.
По Исповедальным книгам 1731 года Дядьково входило в Введенский церковный округ вместе с 7 другими населёнными пунктами. Погост "Введения на Грязи" с церковью располагался возле деревни Очево.
В 1943 г. в Дядьково был сформирован 724-й Краснознаменный Радомский штурмовой авиаполк.
Движение по узкоколейке от ст. Орудьево прекращено в начале 1990-х годов как на направлении Орудьево — Дядьково — Надеждино — 7-й торфоучасток, так и на направлении Орудьево — Облетово и Орудьево — Непеино (12-й участок). Пути разобраны, узкоколейная станция и перегрузочные пути на широкую колею упразднены.
Паромная переправа N6 через Канал имени Москвы у пристани Ударная не действует. Существует лодочная переправа на месте бывшего парома.
« За последние годы образ деревни Дядьково сильно изменился. Раньше это была простая деревенька, с красивыми русскими избами, главной дорогой, обширными полями и лесами. Сейчас большинство домов снесены и перестроены, а поля почти все проданы под строительство дач. В деревне уже не одна, 4 главные дороги и несколько линий застройки домов. Известно, что под строительство домов, также, уже проданы и поля по дороге в деревню Надеждино. Скорее всего, уже через 10 лет от того красивого места не останется и следа. Наши дети уже не будут стремиться приехать в этот уединенный уголок природы, потому что это будет не место для отдыха на природе, а грандиозное скопление коттеджей и дорог. Но в нашей памяти по-прежнему останутся бескрайние поля, заброшенная ферма и прогулки по дороге до Надеждино ночью.»

## Население
| 2002 | 2006 | 2010 |
| ---- | ---- | ---- |
| 19   | ↗21  | ↗33  |

## Известные уроженцы
Владимир Николаевич Махалин — Герой Советского Союза.